# Heywood (Grande Manchester)
Heywood è una località di 28.024 abitanti della contea della Grande Manchester, in Inghilterra. Fu municipio fino al 1974.

## Amministrazione

### Gemellaggi
- Peine, Germania